# Manuel Caravaca
Pour les articles homonymes, voir Caravaca.
Pas d'image ? Cliquez ici

a Compétitions nationales et continentales officielles uniquement.

b Matchs officiels uniquement.
Manuel Caravaca, né le 23 juin 1954 à Preixan, est un joueur de rugby à XIII dans les années 1970 et 1980.

## Palmarès
- Collectif :
  - Vainqueur de la Coupe d'Europe des nations : 1977 et 1981 (France).
  - Vainqueur du Championnat de France : 1976 (Carcassonne).
  - Vainqueur de la Coupe de France : 1977 (Carcassonne).
  - Finaliste du Championnat de France : 1977 et 1979 (Carcassonne).
  - Finaliste de la Coupe de France : 1979, 1980 (Carcassonne) et 1984 (Limoux).

### Détails en sélection
| 1.  | 20 février 1977  | Pays de Galles            | 13-2  | Coupe d'Europe | Troisième ligne | - | - | - | - |
| 2.  | 20 mars 1977     | Angleterre                | 28-15 | Coupe d'Europe | Troisième ligne | - | - | - | - |
| 3.  | 11 juin 1977     | Australie                 | 9-21  | Coupe du monde | Deuxième ligne  | - | - | - | - |
| 4.  | 19 juin 1977     | Nouvelle-Zélande          | 20-28 | Coupe du monde | Deuxième ligne  | - | - | - | - |
| 5.  | 31 janvier 1981  | Pays de Galles            | 23-5  | Coupe d'Europe | Remplaçant      | - | - | - | - |
| 6.  | 21 février 1981  | Angleterre                | 5-1   | Coupe d'Europe | Deuxième ligne  | - | - | - | - |
| 7.  | 7 juin 1981      | Nouvelle-Zélande          | 3-26  | Test-match     | Deuxième ligne  | - | - | - | - |
| 8.  | 21 juin 1981     | Nouvelle-Zélande          | 2-25  | Test-match     | Troisième ligne | - | - | - | - |
| 9.  | 23 août 1981     | Papouasie-Nouvelle-Guinée | 13-13 | Test-match     | Centre          | - | - | - | - |
| 10. | 5 décembre 1982  | Australie                 | 4-15  | Test-match     | Remplaçant      | - | - | - | - |
| 11. | 18 décembre 1982 | Australie                 | 9-23  | Test-match     | Remplaçant      | - | - | - | - |
| 12. | 29 janvier 1984  | Grande-Bretagne           | 0-12  | Test-match     | Remplaçant      | - | - | - | - |